# Ingebrigt Håker Flaten

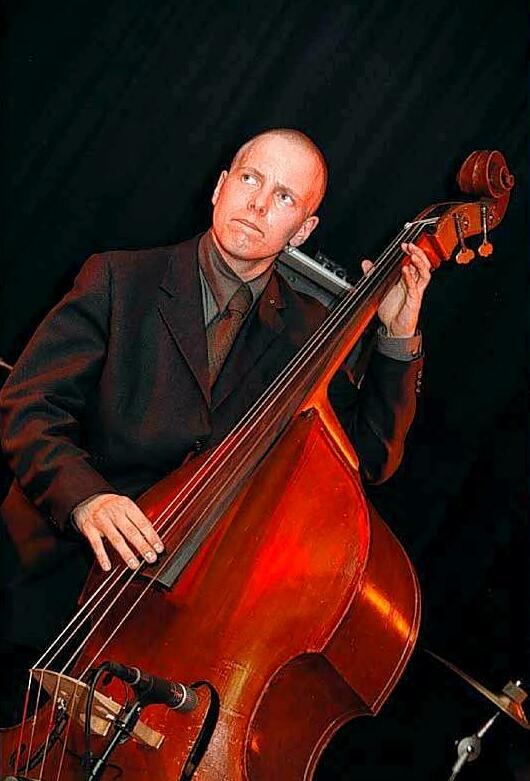
Ingebrigt Håker Flaten

Ingebrigt Håker Flaten (* 23. September 1971 in Oppdal) ist ein norwegischer Jazzbassist.

## Leben und Wirken
Der Sohn eines Organisten wuchs mit sechs musikalischen Geschwistern auf. Er spielte zunächst Klavier und Gitarre und wechselte dann zur Bassgitarre und zum akustischen Bass. Von 1992 bis 1994 besuchte er das Trøndelag Musikkonservatorium, wo er bei dem Bassisten Odd Magne Gridseth, dem Saxophonisten Jon-Paal Inderberg und dem Pianisten Erling Aksdal studierte.
Seit 1995 lebt er als professioneller Jazzmusiker in Oslo und arbeitete dort mit Gruppen wie The Source, Element (mit Håvard Wiik), dem Maria Kannegård Trio und dem Petter Wettre Trio. Zwischen 1997 und 2004 tourte er mit Bugge Wesseltofts Gruppe New Conceptions of Jazz. Gemeinsam mit Wesseltoft trat er mit Musikern wie John Scofield, Joshua Redman und Erik Truffaz auf.
Danach arbeitete er u. a. mit den Gruppen Atomic, The Thing (mit Mats Gustafsson und Paal Nilssen-Love), dem Scorch Trio (mit Raoul Björkenheim), The Electrics (mit Axel Dörner), Free Fall (mit Ken Vandermark), Close Erase (mit Christian Wallumrød) und dem Tore Brunborg Kvartett.  Des Weiteren war er Mitglied im Rempis Percussion Quartet (Sud des alpes, 2021). Daneben arbeitete er auch mit Rockbands wie Motorpsycho und Cato Salsa Experience und trat bei den Rikskonsertene mit palästinensischen und indischen Musikern auf.
Flaten wirkte an mehr als vierzig Alben mit und arbeitete als Musiker u. a. mit Evan Parker, Paul Lytton, Joe McPhee, Joe Lovano, Yusef Lateef, Tony Oxley, Iain Ballamy, Dave Liebman, Chris Potter, Zim Ngqawana, Benoît Delbecq, L. Subramaniam, Billy Cobham, Neneh Cherry, Eivind Aarset, Nils Petter Molvær, Jonas Cambien (Maca Conu, 2024) und Jean-Luc Ponty.
2003 veröffentlichte Flaten das Soloalbum Double Bass. 2004 erhielt er auf dem Kongsberg Jazzfestival den Vitalprisen.

## Ausgewählte Diskographie
- School Days: In Our Times (2002)
- Double Bass (Soloalbum, 2003)
- Ingebrigt Håker Flaten Quintet: Quintet (2006)
- Ingebrigt Håker Flaten Quintet: The Year of the Boar (2008)
- Bobby Bradford, Frode Gjerstad, Ingebrigt Håker Flaten, Paal Nilssen-Love: Kampen (2012)
- Joe McPhee & Ingebrigt Håker Flaten: Brooklyn DNA (Clean Feed, 2012)
- The Thing und Neneh Cherry: The Cherry Thing (Smalltown Supersound, 2012)
- Ingebrigt Håker Flaten Chicago Sextet: Live at Jazzfestival Saalfelden (Tektike, 2013, mit Jeff Parker, Dave Rempis, Ola Kvernberg, Jason Adasiewicz, Frank Rosaly)
- The Young Mothers: A Mother’s Work is Never Done (Tektite Records, 2014, mit Jawwaad Taylor, Jason Jackson, Jonathan Horne, Frank Rosaly, Stefan González sowie Alex Heitlinge, John Elliot, Mars Williams, Carl Smith, Ralph White, Bob Hoffnar)
- Lotte Anker · Pat Thomas · Ingebrigt Håker Flaten · Ståle Liavik Solberg: His Flight's at Ten (Iluso, 2018)
- Dave Rempis, Jeff Parker, Ingebrigt Håker Flaten, Jeremy Cunningham: Stringers & Struts (Aerophonic, 2020)
- I.P.A.: Bashing Mushrooms (Cuneiform Records 2020), mit Magnus Broo, Håkon Mjåset Johansen, Atle Nymo, Mattias Ståhl
- Gard Nilssen’s Supersonic Orchestra: If You Listen Carefully the Music Is Yours (Odin, 2020)
- Nick Mazzarella, Ingebrigt Håker Flaten, Avreeayl Ra: What You Seek Is Seeking You (Astral Spirits, 2021)
- Ingebrigt Håker Flaten, Paal Nilssen-Love: Guts & Skins (2023)
- Rodrigo Amado / Alexander von Schlippenbach / Ingebrigt Håker Flaten / Gerry Hemingway: Beyond the Margins(2023)
- Eirik Hegdal, Jeff Parker, Ingebrigt Håker Flaten, Øyvind Skarbø: Superless (2023)
- Ingebrigt Håker Flaten (Exit) Knarr: Breezy (2024)
- Ignaz Schick / Ingebrigt Håker Flaten / Oliver Steidle: The Cliffhanger Session (2024)